# Liaison point à point

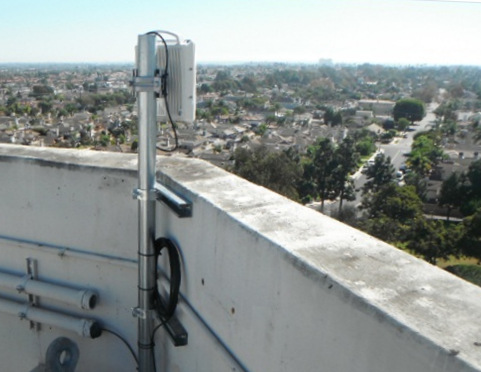
Radio point à point en fonctionnement, Huntington Beach, Californie.

Une liaison point à point est une liaison entre deux hôtes uniquement et qui n'est pas conçue pour être utilisée initialement dans un réseau. Il n'y a donc pas de notion native d'adresse réseau des deux hôtes, ni de contrôle avancé du flux.
HDLC, PPP et SLIP sont des protocoles destinés à permettre l'utilisation d'une liaison point à point dans un réseau, en palliant ses limitations.
Les liaisons Transfix, les lignes Numéris ou ISDN sont des exemples de liaison point à point. Grâce à un routeur à chaque extrémité de la liaison, il est possible de communiquer entre le point A et le point B au moyen d'une ligne numérique transmettant de la voix ou des données.
Dans le domaine de l'aéronautique, un type de liaison utilisé par les compagnies aériennes à bas prix. En opposition au mode en étoile, qui possède un hub (aéroport central), le point to point permet à des compagnies de relier toutes les lignes entre elles, ce qui permet des économies de carburant. En effet, ce mode utilise des avions plus petits (les trajets sont plus courts) et donc moins polluants que les gros avions du type Airbus A380. 